# Forsycja europejska
Forsycja europejska (Forsythia europaea) – gatunek krzewu z rodziny oliwkowatych (Oleaceae). Jedyny dziko rosnący w Europie przedstawiciel swego rodzaju. Na stanowiskach naturalnych jest już bardzo rzadko spotykany w północnej Albanii i Kosowie. Relikt i endemit. 

## Morfologia

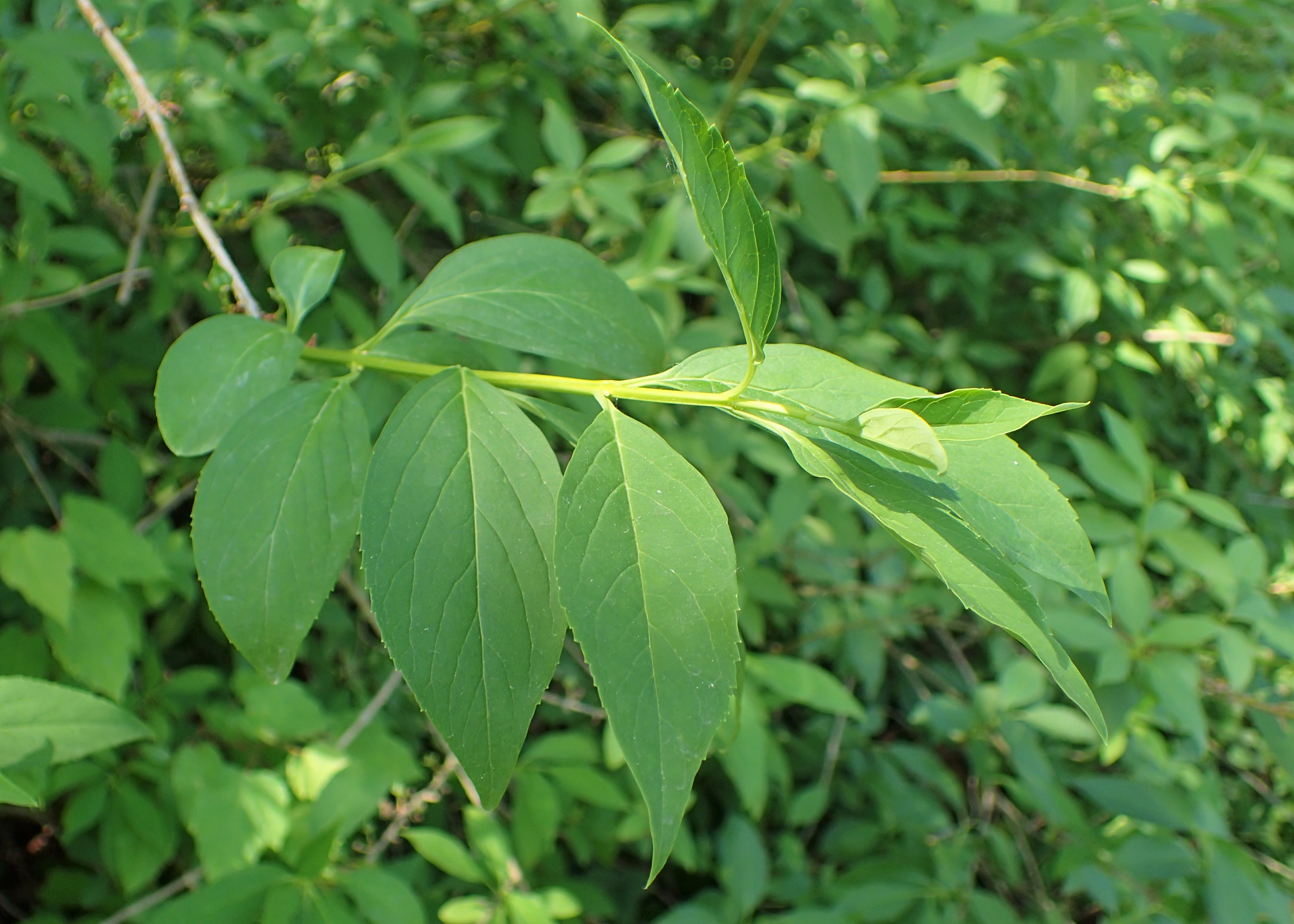
Liście

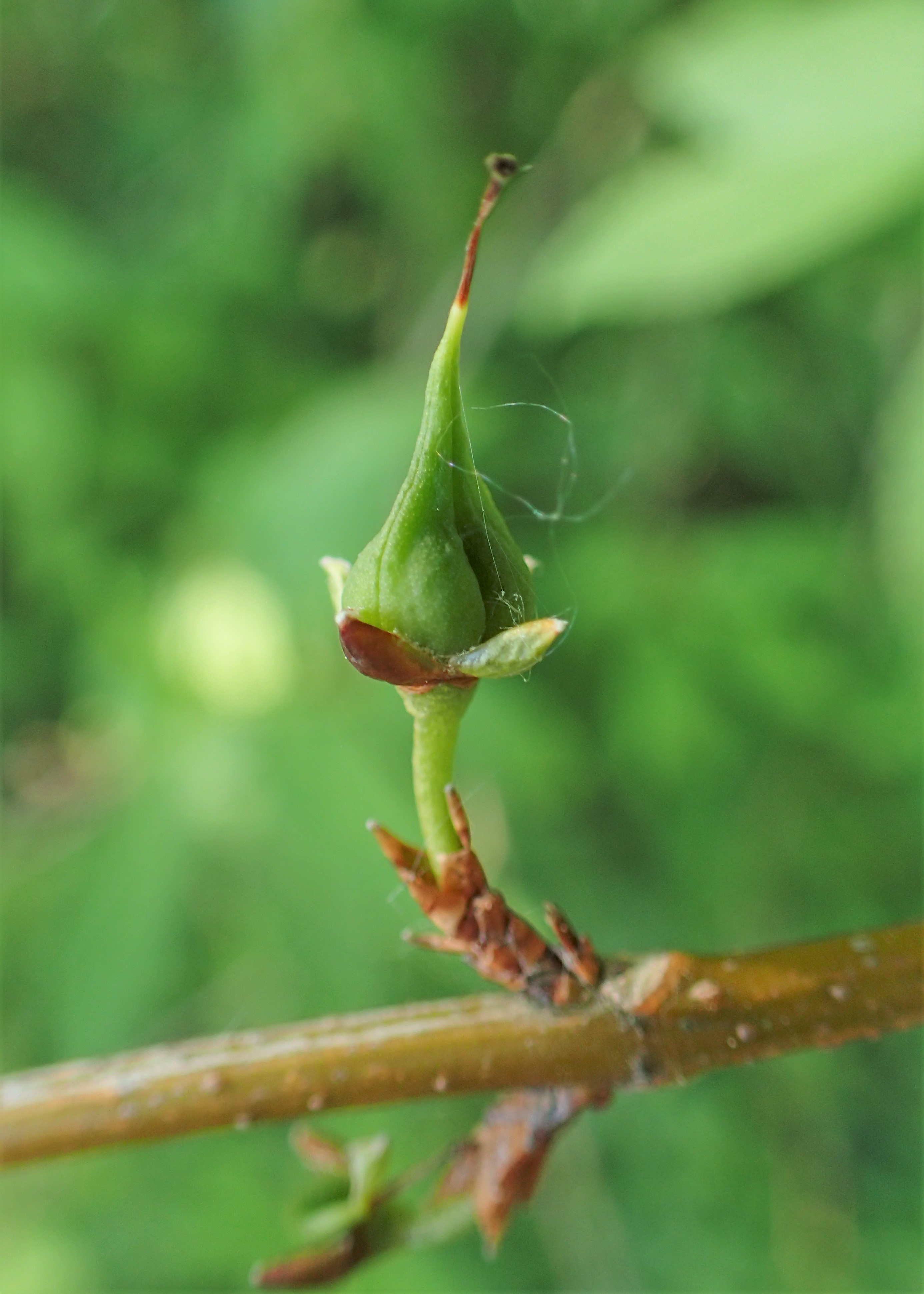
Owoc

PokrójKrzew osiągający 1,5–2 m (rzadko do 3 m) wysokości.
ŁodygaPędy wyprostowane, obłe. Za młodu zielone, później żółkną.
LiścieOgonkowe, o blaszce grubej, jajowatej o długości 5–8 cm i szerokości 2–3,5 cm. Na brzegu blaszki występują pojedyncze ząbki. Od spodu liście są nieznacznie owłosione.
KwiatyPłatki korony ciemnożółte, do 2 cm długości, wąskie i zaostrzone. Kwiaty osadzone są pojedynczo, rzadziej po dwa.
OwoceSuche torebki o długości 1,5 cm, gładkie, zwężone u nasady.

## Biologia i ekologia
Kwiaty rozwijają się późno w porównaniu do innych gatunków tego rodzaju, bo niemal równocześnie z liśćmi. Krzew występuje w podszycie lasów liściastych z dębami, klonami i jesionami, na glebach serpentynitowych. 

## Zagrożenia i ochrona
Gatunek rzadko spotykany w naturze – odkryty został dopiero w 1897. Jego zasoby i zasięg uległy zmniejszeniu po rozpadzie Jugosławii i konfliktach etnicznych na Bałkanach. W ich wyniku nastąpiła znaczna degradacja siedlisk tego gatunku głównie z powodu pożarów, skażenia środowiska i nielegalnego pozyskania drewna. Gatunek wymieniony w czerwonej liście IUCN w 1997.

## Zastosowanie
Gatunek rzadko uprawiany ponieważ uchodzi za najmniej ozdobny spośród przedstawicieli swego rodzaju. Spotykany jest w efekcie niemal wyłącznie w kolekcjach ogrodów botanicznych. Gatunek jest jednak łatwy w uprawie, rozmnaża się łatwo z sadzonek i nasion. Jest przy tym najwytrzymalszy na mrozy spośród forsycji.